# Chieti
Chieti (pronuncia: Quieti) es una ciudad italiana, capital de la provincia de Chieti en la región de Abruzos. Cuenta con 49.747 habitantes denominados chietinos o teatinos. Situada en el valle del Pescara, frente al Gran Sasso d'Italia. De origen griego, fue la capital de los marrucinos con el nombre de Teate, que según la leyenda tomó el nombre de Tetis, madre del legendario héroe griego Aquiles, fundador de la ciudad. Ocupada por Roma en el 305 a. C.
Cuenta con restos romanos (termas, anfiteatro, templos, cisternas), arquitectura religiosa (catedral románica de San Giustino, siglo XII) y civil (Teatro Marrucino), y con el Museo Arqueológico Nacional de los Abruzos (Guerrero de Capestrano, siglo VI a. C.).

## Evolución demográfica
| Gráfica de evolución demográfica de Chieti entre 1861 y 2001 |
|                                                              |
| Fuente ISTAT - elaboración gráfica de Wikipedia              |